# Gerbillus pulvinatus
Gerbillus pulvinatus is een zoogdier uit de familie van de Muridae. De wetenschappelijke naam van de soort werd voor het eerst geldig gepubliceerd door Rhoads in 1896.